# Tiro ai XIV Giochi dei piccoli stati d'Europa
Le gare di tiro ai XIV Giochi dei piccoli stati d'Europa si sono svolte dal 31 maggio al 3 giugno 2011.

## Medagliere
| #      | Nazione     | Oro | Argento | Bronzo | Totale |
| ------ | ----------- | --- | ------- | ------ | ------ |
| 1      | Lussemburgo | 4   | 2       | 2      | 8      |
| 2      | Cipro       | 2   | 1       | 3      | 6      |
| 3      | San Marino  | 0   | 1       | 3      | 4      |
| 4      | Montenegro  | 0   | 1       | 2      | 3      |
| 5      | Malta       | 0   | 1       | 0      | 1      |
| Totale | Totale      | 5   | 5       | 5      | 15     |

## Risultati

### Uomini
| Evento                     | Oro                         | Argento                     | Bronzo                 |
| Carabina ad aria compressa | Marc-André Kessler          | Kostis Antreas Pitsilloudis | Michael Mattle         |
| Pistola ad aria compressa  | Ásgeir Sigurgeirsson        | Mirko Bugli                 | Thomas Videro          |
| Carabina 50 m sdraiato     | Helgi Gudmundur Christensen | Eric Lanza                  | Jon Thor Sigurgeirsson |

### Donne
| Evento                     | Oro           | Argento               | Bronzo                |
| Carabina ad aria compressa | Carole Calmes | Marilena Constantinou | Esther Barrugués      |
| Pistola ad aria compressa  | Erini Panteli | Jorunn Hardardottir   | Magali Pierre Robaldo |